# Heroine (玉置成実の曲)
「Heroine」（ヒロイン）は、2005年4月6日に発売された玉置成実の8枚目のシングル。レーベルはソニー・ミュージックレコーズ。

## 収録曲
1. Heroine
作詞・作曲・編曲：Shusui・S.Engblom・A.Bellinder
日本語詞：西田恵美
NTV系「@サプリッ」浜口順子青梅マラソン応援歌。CD帯には浜口順子のコメント入り。
2. コイスルチカラ
作詞・作曲・編曲：S.Aberg
日本語詞：H.U.B.
3. better half
作詞：日向めぐみ
作曲・編曲：中野雄太
4. Heroine(instrumental)
インストゥルメンタルとあるが、実質は本曲をBGMにした浜口順子によるオーディオコメンタリーである。
5. Fortune Reproduction 〜Radiata Mix〜 (bonus track)
作詞：shungo.・藤末樹
作曲：藤末樹
編曲：中野雄太
初回盤のみ収録。